# Alexa Ferenc
Alexa Ferenc (Szamosújvár, 1890. október 27. – Szamosújvár, 1957. március 8.) örmény katolikus plébános és szótáríró.

## Családja
Az erdélyi örmény Alexa (eredeti név: Mászisz) és Gajzágó  család leszármazottja.

## Életútja
Tanulmányait Rómában végezte, örmény katolikus plébános lett szülőhelyén. Kisebb örmény vonatkozású liturgiai, irodalmi és történeti munkákon kívül miniatűr könyv formájában kinyomtatta 1000 szóból álló Magyar-örmény szótár (Bécs-Erzsébetváros, 1922) c. munkáját.